# Archipolydesmus
Archipolydesmus es un género de miriápodos de la familia Polydesmidae. Sus 13 especies conocidas son de distribución ibero galo magrebí.

## Especies
Se reconocen las siguientes:
- Archipolydesmus altibaeticus Gilgado & Enghoff, 2015[2]
- Archipolydesmus bedeli (Brölemann, 1902)[2]
- Archipolydesmus chreensis Abrous & Mauriès, 1996
- Archipolydesmus cordubaensis Mauriès, 2013
- Archipolydesmus fodili Abrous & Mauriès, 1996
- Archipolydesmus foliatus Gilgado & Enghoff, 2015[2]
- Archipolydesmus giennensis Mauriès, 2014
- Archipolydesmus kabylianus Abrous & Mauriès, 1996
- Archipolydesmus maroccanus Attems, 1898
- Archipolydesmus osellai Ceuca, 1968
- Archipolydesmus panteli Brölemann, 1926
- Archipolydesmus ribauti (Brölemann, 1926)
- Archipolydesmus terreus (Attems, 1952)